# تسجيلات مكتشفة (تقنية سينمائية)

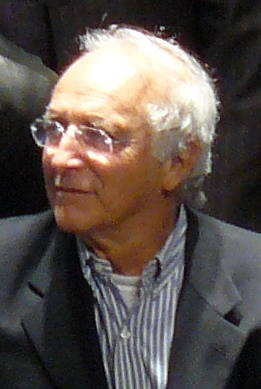
المخرج الإيطالي روجيرو ديئوداتو كان طليعيا باستخدام أسلوب التسجيلات المكتشفة للسرد السينمائي في فيلمه محرقة آكلي لحوم البشر (1980)

التسجيلات المكتشفة هي نوع من الأفلام الروائية تعرض كل أو معظم أجزائها كما لو أنها تسجيلات سينمائية أو تسجيلات فيديو عثر عليها. تعرض الأحداث عادة  من خلال تسجيلات قام بتصويرها أحد (أو بعض) شخصيات الفيلم، وغالبا ما يرافقها تعليقاته التي قام بها في الوقت الحقيقي. في سبيل أن تبدو التسجيلات حقيقية، قد تترك السينماتوغرافية ليقوم بها الممثلون أثناء تأديتهم الدور،  كما تستخدم عادة تقنيّتا الكاميرا المهتزة  والتمثيل الطبيعي. يمكن تقديم التسجيلات وكأنها تسجيلات «خام» وكاملة أو أنه قد قام بتحريرها من«عثر عليها» لتشكل سردية ما.
يغلب استخدام هذه التقنية في أفلام الرعب (على سبيل المثال محرقة آكلي لحوم البشر،  مشروع ساحرة بلير، نشاط خارق، يوميات الأموات)، حيث يزعم أن التسجيلات المكتشفة هي السجّل الوحيد المتبقي للأحداث. كما تم استخدامه في الكوميديا (مثل مجالسة الأطفال، المشروع إكس)، الخيال العلمي (على سبيل المثال، وقائع، مشروع سجل الأيام، تقرير أوروبا) دراما (على سبيل المثال، البيّنة أ، يوم الصفر).
كان مصطلح التسجيلات المكتشفة يستخدم في الأصل لوصف نوع سنمائي مختلف تماما، ويستخدم في بعض الأحيان  لوصف أفلام  وثائقية زائفة تستخدم أسلوب السرد هذا. استخدمت مجلة الأفلام فرايتي، على سبيل المثال، مصطلح «تسجيلات مكتشفة زائفة»  لوصف فيلم  Grave Encounters 2. 
أفلام التسجلات المكتشفة عادة ما تستخدم واحدة أو أكثر من أربع تقنيات سينمائية: منظور الشخص الأول، شبه وثائقي أو موكومنتري، تسجيلات من الأخبار، تسجيلات من كاميرات المراقبة. في تحليل قام به موقع ناقد التسجيلات المكتشفة ل 500 فيلم تسجيلات مكتشفة وجد أن التقنيات الأربع المذكورة شكلت غالبية مصادر التسجيلات.

## التاريخ
سبق أن استخدمت هذه التقنية في الأدب، ولا سيما في الرواية الرسائلية، والتي عادة ما تكون إما لمراسلات أو مداخلة في يوميات، تنسب كتابتها إلى شخصية محورية في أحداث الرواية. مثل التسجيلات المكتشفة، الأسلوب الرسائلي كثيرا ما استخدمت في روايات الرعب: كل من دراكولا وفرانكنشتاين هي روايات رسائلية، ومثلها نداء كثولوبقلم لافكرافت.
في صناعة الأفلام، يعود استخدامها على الأقل إلى عام 1980 في فيلم محرقة آكلي لحوم البشر ولكن استخدامها راج نتيجة لنجاح مشروع ساحرة بلير (1999), في نقده لفيلم V/H/S لموقع A.V. Club أشار سكوت طوبيا إلى أن هذا النوع «أصبح في العقدين الأولين للقرن الحادي والعشرين ما كانته أفلام سلاشر لثمانينات القرن العشرين»  وقد استخدم هذا الأسلوب أفلام معروفة مثل نشاط خارق (2007)، التسجيل (2007)، وقائع (2012).
يميل المنتجون لهذا النوع من الأفلام بسبب انخفاض التكلفة، إذ أن أجواء الفيلم الوثائقي من صنع هواة تسمح بمستوى تقني متدن مقارنة بالأفلام التقليدية.
خلال السنوات القليلة الماضية، شاع استخدام هذه التقنية في صناعة الأفلام بسبب النجاح النقدي والتجاري من الأفلام مثل كلوفرفيلد، المقاطعة 9و نشاط خارق.